# Férfi hármasugrás a 2012. évi nyári olimpiai játékokon
A 2012. évi nyári olimpiai játékokon az atlétika férfi hármasugrás versenyszámát augusztus 7. és 9. között rendezték a londoni Olimpiai Stadionban.

## Rekordok
A versenyt megelőzően ezek a rekordok voltak érvényben a férfi hármasugrásban:
| Világrekord     | Jonathan Edwards (GBR) | 18,29 m | Göteborg, Svédország | 1995. augusztus 7. |
| Olimpiai rekord | Kenny Harrison (USA)   | 18,09 m | Atlanta, USA         | 1996. július 27.   |

A versenyen új rekord nem született.

## Eredmények
Az eredmények méterben értendők. A rövidítések jelentése a következő:
| - Q: 17,10 méternél nagyobb eredménnyel továbbjutott - q: A 12 legjobb eredmény valamelyikét elért versenyző, továbbjutott - NM: érvényes kísérlet nélkül - x: rontott kísérlet - (+–0,0): szélmérés | - PB: egyéni legjobbja - SB: 2008-ban addigi legjobb eredménye - NR: országos rekord - DSQ: kizárás |

### Selejtező
| H   | Cs | Név                     | Nemzet                         | 1            | 2            | 3            | E     | Mj |
| --- | -- | ----------------------- | ------------------------------ | ------------ | ------------ | ------------ | ----- | -- |
| 1.  | B  | Christian Taylor        | Egyesült Államok (USA)         | 17.21 (+0.2) | -            | -            | 17.21 | Q  |
| 2.  | B  | Leevan Sands            | Bahama-szigetek (BAH)          | 17.17 (-0.4) | -            | -            | 17.17 | Q  |
| 3.  | A  | Benjamin Compaoré       | Franciaország (FRA)            | 16.82 (-0.5) | 17.06 (+0.8) | -            | 17.06 | q  |
| 4.  | A  | Daniele Greco           | Olaszország (ITA)              | 17.00 (+0.6) | -            | -            | 17.00 | q  |
| 5.  | B  | Tung Pin (Dong Bin)     | Kína (CHN)                     | X            | 16.94 (+0.1) | -            | 16.94 | q  |
| 6.  | A  | Lyukman Adams           | Oroszország (RUS)              | 16.67 (-1.0) | X            | 16.88 (-0.9) | 16.88 | q  |
| 7.  | A  | Will Claye              | Egyesült Államok (USA)         | 16.56 (-0.5) | 16.44 (-1.5) | 16.87 (-0.2) | 16.87 | q  |
| 8.  | B  | Fabrizio Donato         | Olaszország (ITA)              | 16.86 (-1.2) | -            | -            | 16.86 | q  |
| 9.  | A  | Tosin Oke               | Nigéria (NGR)                  | 16.59 (-1.3) | 16.83 (-0.3) | X            | 16.83 | q  |
| 10. | A  | Samyr Laine             | Haiti (HAI)                    | 16.14 (0.0)  | 16.81 (+1.4) | X (+0.1)     | 16.81 | q  |
| 11. | B  | Alexis Copello          | Kuba (CUB)                     | X            | 16.70 (-0.7) | 16.79 (+1.0) | 16.79 | q  |
| 12. | A  | Dzmitry Platnitski      | Fehéroroszország (BLR)         | X            | 15.66 (-0.4) | 16.62 (+0.3) | 16.62 | q  |
| 13. | B  | Sheryf El-Sheryf        | Ukrajna (UKR)                  | 16.60 (+0.4) | 14.83 (-2.5) | X            | 16.60 |    |
| 14. | A  | Phillips Idowu          | Nagy-Britannia (GBR)           | 16.47 (-0.7) | X            | 16.53 (-1.0) | 16.53 |    |
| 15. | B  | Issam Nima              | Algéria (ALG)                  | 15.21 (-0.7) | X            | 16.50 (+0.5) | 16.50 |    |
| 16. | A  | Arnie David Girat       | Kuba (CUB)                     | 15.74 (+1.1) | 16.42 (+0.1) | 16.45 (+1.1) | 16.45 |    |
| 17. | B  | Henry Frayne            | Ausztrália (AUS)               | 16.25 (+0.2) | 16.35 (+0.2) | 16.40 (-0.2) | 16.40 |    |
| 18. | B  | Muhammad Halim          | Amerikai Virgin-szigetek (ISV) | 15.54 (-0.6) | 16.39 (-0.6) | 15.31 (+0.5) | 16.39 |    |
| 19. | A  | Yevgeniy Ektov          | Kazahsztán (KAZ)               | X            | 16.31 (-0.1) | X            | 16.31 |    |
| 20. | A  | Cao Shuo                | Kína (CHN)                     | 16.11 (-1.8) | 16.26 (+1.2) | 16.27 (-1.2) | 16.27 |    |
| 21. | B  | Roman Valiyev           | Kazahsztán (KAZ)               | X            | X            | 16.23 (-1.0) | 16.23 |    |
| 22. | B  | Kim Deok-Hyeon          | Dél-Korea (KOR)                | 15.35 (-0.8) | X            | 16.22 (-0.3) | 16.22 |    |
| 23. | B  | Yoandris Betanzos       | Kuba (CUB)                     | 14.84 (+0.2) | 16.22 (+2.9) | X            | 16.22 |    |
| 24. | B  | Mohamed Abbas Darwish   | Egyesült Arab Emírségek (UAE)  | X            | 16.06 (+1.7) | 15.93 (+1.6) | 16.06 |    |
| 25. | A  | José Adrián Sornoza     | Ecuador (ECU)                  | 15.61 (-0.5) | 16.04 (-2.4) | X            | 16.04 |    |
| 26. | B  | Jonathan Henrique Silva | Brazília (BRA)                 | 15.59 (-1.3) | X            | X            | 15.59 |    |
|     | A  | Renjith Maheshwary      | India (IND)                    | X            | X            | X            | N/A   | NM |

### Döntő
A 12 döntőbe jutott hármasugró közül három ugrás után csak a legjobb 8 folytathatta.
| Hely. | Név                 | Nemzet                 | 1     | 2     | 3     | 4     | 5     | 6     | E     | Mj     |
| ----- | ------------------- | ---------------------- | ----- | ----- | ----- | ----- | ----- | ----- | ----- | ------ |
| Arany | Christian Taylor    | Egyesült Államok (USA) | X     | X     | 17.15 | 17.81 | 17.55 | X     | 17.81 | WL, SB |
| Ezüst | Will Claye          | Egyesült Államok (USA) | X     | 17.54 | 17.43 | 17.62 | 17.25 | 16.66 | 17.62 |        |
| Bronz | Fabrizio Donato     | Olaszország (ITA)      | 17.38 | 17.44 | 17.45 | 17.48 | –     | X     | 17.48 |        |
| 4.    | Daniele Greco       | Olaszország (ITA)      | 16.90 | 17.34 | X     | X     | –     | 16.92 | 17.34 |        |
| 5.    | Leevan Sands        | Bahama-szigetek (BAH)  | X     | 17.19 | 17.12 | X     | –     | –     | 17.19 |        |
| 6.    | Benjamin Compaoré   | Franciaország (FRA)    | 15.53 | 17.08 | 14.16 | 16.27 | 13.68 | X     | 17.08 |        |
| 7.    | Tosin Oke           | Nigéria (NGR)          | X     | 16.91 | 16.95 | X     | X     | X     | 16.95 |        |
| 8.    | Alexis Copello      | Kuba (CUB)             | 16.92 | X     | X     | 14.75 | X     | 16.68 | 16.92 |        |
| 9.    | Lyukman Adams       | Oroszország (RUS)      | 16.78 | X     | X     |       |       |       | 16.78 |        |
| 10.   | Tung Pin (Dong Bin) | Kína (CHN)             | 16.75 | X     | X     |       |       |       | 16.75 |        |
| 11.   | Samyr Laine         | Haiti (HAI)            | X     | 16.65 | 16.59 |       |       |       | 16.65 |        |
| 12.   | Dzmitry Platnitski  | Fehéroroszország (BLR) | 16.08 | X     | 16.19 |       |       |       | 16.19 |        |